# Marie-José Raymond
Marie-José Raymond est une productrice et une scénariste québécoise,.

## Biographie
Marie-José Raymond naît dans une famille comptant plusieurs notables. Elle est la petite-fille de l'homme politique René Morin et l'arrière-petite-fille du politicien Joseph Morin ainsi que de la journaliste Henriette Dessaulles.
Elle est licenciée en histoire à l'Université de Montréal. Elle a été tour à tour actrice, productrice, réalisatrice, recherchiste et scénariste selon le moment et les projets. Elle débuta avec un rôle secondaire dans Seul ou avec d'autres en 1962 avec Denis Héroux, Denys Arcand et Stéphane Venne. Elle s'activa ensuite à la télévision comme recherchiste, animatrice et scripteure. Elle débuta à la fin des années 1960 des collaborations avec son mari Claude Fournier. Elle coscénarisera notamment Deux femmes en or en 1970 qui connaîtra un succès énorme au Québec. 
Elle coscénarisera ensuite Les chats bottés en 1971 avec Claude Fournier et en 1972, elle fonda avec ce dernier, la compagnie de production Rose Films. Cette compagnie produira Alien Thunder en 1973, La pomme, la queue et le pépins en 1974 et Hot Dogs en 1980 . En 1983, elle scénarisera avec Claude Fournier Bonheur d'occasion et la version anglaise The Tin Flute. De même, elle scénarisera Les Tisserands du pouvoir en 1988 de concert avec Michel Cournot et Claude Fournier.
Dans les années 1980, en compagnie du producteur Moses Znaimer, elle a travaillé au démarrage de MusiquePlus, du financement jusqu'aux rencontres avec le CRTC. Elle soutient être à l'origine de l'engagement de Pierre Marchand comme directeur général, ce que réfute ce dernier,.
En 1985, le ministre des Communications au gouvernement canadien Marcel Masse forma un groupe de travail sur l’industrie cinématographique, coprésidé par Marie-José Raymond et Stephen Roth. Les autres membres du comité étaient Ken Chapman, Gordon Guiry, François Macerola, René Malo, Peter Pearson, Bill Stevens et Dan Weinzweig. Quelques mois plus tard, un document intitulé Le cinéma canadien sur un bon pied sera remis au ministre .
Ce rapport recommandait au gouvernement d’affirmer la propriété et le contrôle canadien de la distribution de films au Canada et de prendre les mesures législatives et réglementaires afin de réaliser cette politique. Il recommandait aussi la création d’un fonds de financement des longs métrages canadiens d’une valeur de 60 millions de dollars annuellement.
En 2005, avec Claude Fournier, Marie-José Raymond, poursuit en diffamation, l'ancien directeur des programmes de Radio-Canada, Mario Clément pour les propos jugés «abusifs»  envers leur minisérie Félix Leclerc, diffusée en début  de 2005. Après un peu plus de trois années de procédures, de 15 journées de préinterrogatoire et un procès de près d'un mois, le juge a finalement tranché en faveur du tandem Fournier-Raymond,,,,.
De 2007 à 2018, elle et son conjoint sont mandatés par Quebecor via le Fonds Pierre-Péladeau afin de rendre disponible sur la plateforme Éléphant - mémoire du cinéma québécois, plusieurs centaines de films produits et réalisés au Québec. Pendant 11 ans, Marie-José Raymond et Claude Fournier poursuivent ce travail intensif qui consiste à retrouver, à restaurer et à rendre disponibles des films importants du patrimoine cinématographique québécois. Ces derniers constituent des témoignages importants sur la société québécoise et canadienne à travers les décennies. En 2018, ils terminent le sous-titrage en espagnol de 50 titres qui seront mis en location sur iTunes. Finalement, ils auront restauré et numérisé près de 225 longs métrages de fiction et présenté certains ceux-ci dans plusieurs festivals dans le monde : à Cannes Classics, au Festival Lumière de Lyon, au Moma à New York et lors de nombreux autres événements à Washington, Mexico, Taïpei, etc. En juin 2018, Dominique Dugas, alors directeur des Rendez-vous Québec Cinéma, prendra la relève de la direction d'Éléphant,,,,,,,,.
En coproduction, elle a travaillé aussi en Italie avec Carlo Ponti et Ettore Scola et en France avec la SFP, France 3 et plusieurs autres sociétés. Elle a travaillé à la production et la coproduction d'une quinzaine de longs métrages dont plusieurs ont été primés dans plusieurs festivals internationaux.
Elle a été nommée par le gouvernement du Canada pour mener dans le domaine de la culture des négociations sur le libre-échange avec les États-Unis et par la suite des négociations dans le cadre General Agreement on Tariffs and Trade (Accord général sur les tarifs douaniers et le commerce), le GATT.

## Filmographie

### Comme réalisatrice
- 1974 : ... Et Dieu créa l'été (coréalisé avec Claude Fournier; film de l'Office du film du Québec)

### Comme productrice
- 1974 : Alien Thunder
- 1974 : La pomme, la queue et les pépins
- 1976 : Je suis loin de toi mignonne
- 1980 : Chiens chauds XXX, Les (France: longer version) (Les Chiens chauds)
- 1983 : Bonheur d'occasion
- 1988 : Les Tisserands du pouvoir
- 1994 : Jalna (feuilleton TV)
- 1997 : J'en suis!
- 1999 : Juliette Pomerleau ("Juliette Pomerleau") (série TV)
- 2002 : The Book of Eve
- 2004 : Je n'aime que toi [28]
- 2005 : Félix Leclerc (feuilleton TV) [29]

### Comme scénariste
- 1970 : Deux femmes en or
- 1971 : Les Chats bottés
- 1974 : La pomme, la queue et les pépins
- 1983 : Bonheur d'occasion[8]
- 1997 : J'en suis !

### Comme monteuse
- 1980 : Les Chiens chauds XXX (Les Chiens chauds)

### Comme actrice
- 1962 : Seul ou avec d'autres

## Publications
- Raconte-moi la nouvelle-france, Montréal, Éditions Rose Films, 2003, (ISBN 9-78298076-421-9)

## Distinctions

### Récompenses
- 1990 Prix Gémeaux : Meilleure mini-série pour Les Tisserands du pouvoir
- 1990 Prix Gémeaux : Meilleur texte pour une émission dramatique ou une mini-série  avec Claude Fournier et Michel Cournot pour Les Tisserands du pouvoir
- 2015 Prix Lise Dandurand à Ciné-Québec[30].

### Nominations
- 1989 : Prix Génie du Meilleur scénario original avec Claude Fournier, Michel Cournot pour Les Tisserands du pouvoir